# Eswatini na Letnich Igrzyskach Olimpijskich 2020
Eswatini na Letnich Igrzyskach Olimpijskich 2020 – występ kadry sportowców reprezentujących Eswatini na igrzyskach olimpijskich, które odbyły się w Tokio w Japonii, w dniach 23 lipca - 8 sierpnia 2021 roku.
Reprezentacja Eswatini liczyła czworo zawodników - trzech mężczyzn i jedną kobietę, którzy wystąpili w 3 dyscyplinach.
Był to jedenasty start tego kraju na letnich igrzyskach olimpijskich.

## Reprezentanci

### Boks
| Zawodnik        | Konkurencja              | 1/16             | 1/8              | Ćwierćfinał      | Półfinał         | Finał/BM         | Finał/BM |
| Zawodnik        | Konkurencja              | Przeciwnik Wynik | Przeciwnik Wynik | Przeciwnik Wynik | Przeciwnik Wynik | Przeciwnik Wynik | Miejsce  |
| --------------- | ------------------------ | ---------------- | ---------------- | ---------------- | ---------------- | ---------------- | -------- |
| Thabiso Dlamini | waga półśrednia mężczyzn | Mengue P (RSC)   | NQ               | NQ               | NQ               | NQ               | NQ       |

### Lekkoatletyka
| Zawodnik           | Konkurencja            | Runda 1 | Runda 1 | Półfinał | Półfinał | Finał | Finał   |
| Zawodnik           | Konkurencja            | Czas    | Miejsce | Czas     | Miejsce  | Czas  | Miejsce |
| ------------------ | ---------------------- | ------- | ------- | -------- | -------- | ----- | ------- |
| Sibusiso Matsenjwa | Bieg na 200 m mężczyzn | 20,34   | 7.      | 20,22    | 11.      | NQ    | NQ      |

### Pływanie
Mężczyźni
| Zawodnik        | Konkurencja       | Eliminacje | Eliminacje | Półfinał | Półfinał | Finał | Finał   |
| Zawodnik        | Konkurencja       | Czas       | Miejsce    | Czas     | Miejsce  | Czas  | Miejsce |
| --------------- | ----------------- | ---------- | ---------- | -------- | -------- | ----- | ------- |
| Simanga Dlamini | 50 m st. dowolnym | 26,94      | 63.        | NQ       | NQ       | NQ    | NQ      |

Kobiety
| Zawodniczka | Konkurencja       | Eliminacje | Eliminacje | Półfinał | Półfinał | Finał | Finał   |
| Zawodniczka | Konkurencja       | Czas       | Miejsce    | Czas     | Miejsce  | Czas  | Miejsce |
| ----------- | ----------------- | ---------- | ---------- | -------- | -------- | ----- | ------- |
| Robyn Young | 50 m st. dowolnym | 30,41      | 70.        | NQ       | NQ       | NQ    | NQ      |